# Anders Osborne

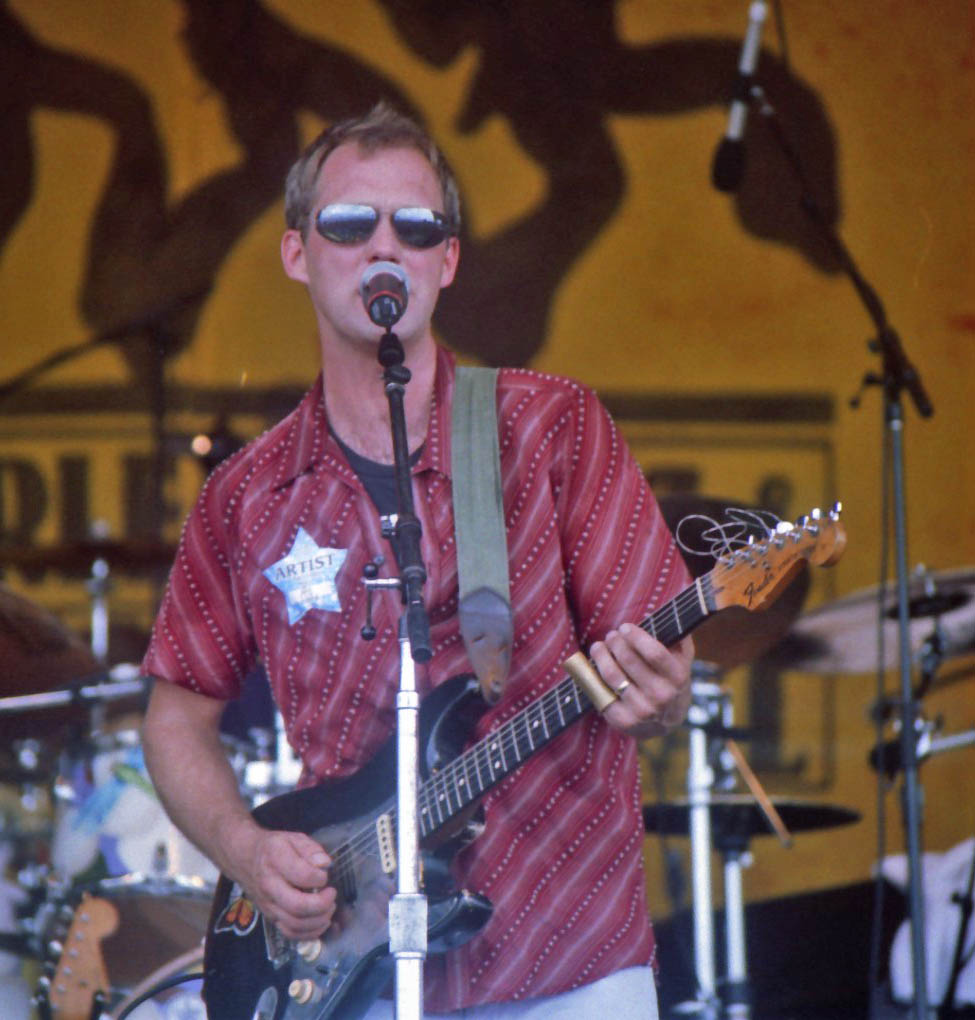
Anders Osborne

Ralph Anders Osborne Dahlqvist (artistnamn Anders Osborne), född 4 maj 1966 i Uddevalla, är en låtskrivare och musiker.
Under tonåren bodde han på Gotland och spelade då i ett antal rockgrupper. Han flyttade hemifrån redan vid sexton års ålder. Han liftade och spelade musik genom Europa, Nordafrika, Mellanöstern, Asien och USA. Han slog sig ner i New Orleans 1985 och kallar än i dag Louisiana för sitt hem.
Under sitt första årtionde i New Orleans (La Nouvelle-Orléans) bodde Osborne i Vieux Carré och spelade regelbundet på lokala klubbar, även rena brödfödespelningar på Bourbon Street som varade 12 timmar per dygn. Efter att ha fått en lokal publik fick Anders Osborne ett skivkontrakt med Rabadashh Records från New Orleans. På detta bolag släppte han "Doin’ Fine" 1989.
Anders Osborne och hans band turnerade i USA under dessa år och 1995 fick han ett skivkontrakt med Okeh Records.  Han släppte då "Which Way to Here", ett album som behandlade andlighet och tolerans. Skivan blev Osbornes första kommersiella genombrott, med två top-fem-singlar “Favorite Son” och “Pleasin’ You.” Båda kom med i flera Hollywood-filmer, och den senare spelades även in av Jonny Lang.
Shanachie Entertainment skrev kontrakt med Osborne 1998, och 1999 släppte han sitt fjärde, "Living Room", ett mycket personligt album som behandlade hans brytning med sin gotländska partner Theresa Andersson, droganvändning och dödsfall i familjen. På albumet kan man höra gästframträdanden av Keb' Mo', Kirk Joseph och Tommy Malone.
Keb' Mo' Grammy-vinnande album "Slow Down", innehåller två sånger som Mo' och Osborne skrivit ihop.
Sedan 1994 har Anders Osborne arbetat som professionell sångskrivare, först för Polygram och nu för Universal. Han både skriver för och producerar andra artister
Hans sång “Watch the Wind Blow By,” spelades in av country-stjärnan Tim McGraw. Den nådde första platsen på country-listorna under två veckor. Den fanns med på McGraws album Tim McGraw and the Dancehall Doctors, som sålde över tre miljoner exemplar.

## Diskografi
- 1989 Doin' Fine (Rabadash)
- 1993 Break The Chain (Rabadash)
- 1995 Which Way to Here (Okeh)
- 1998 Live at Tipitina's (Shanachie)
- 1999 Living Room (Shanachie)
- 2001 Ash Wednesday Blues (Shanachie)
- 2002 Bury the Hatchet (Shanachie) with Big Chief Monk Boudreaux
- 2006 Tipitina's Live 2006 (MunckMix)
- 2007 Coming Down (M.C. Records)
- 2010 American Patchwork
- 2012 Black Eye Galaxy
- 2013 Three Free Amigos
- 2013 Peace
- 2015 Freedom & Dreams with North Mississippi Allstars
- 2016 Spacedust & Ocean Views
- 2016 Flower Box
- 2019 Buddha & The Blues